# Рякунін
Рякунін (яп. 暦仁) — девіз правління Японії (ненґо) та, відповідно, назва ери в японському календарі, що настав після періоду Катей і передував Ен'о. Цей період тривав від листопаду 1238 до квітня 1239 років. Правлячим імператором був Сідзьо (яп. 四条天皇).

## Зміна епохи
- 1238 Рякунін Ґаннен (яп. 暦仁元年, 元年, ґаннен, «перший рік періоду»): назву періоду було змінено, щоб відзначити подію або низку подій. У Катей 4 попередня ера закінчилася й почалася нова.

## Події періоду
- 1238 (Рякунін 1, 1-й місяць): Кудзьо Йоріцуне залишає Камакуру та вирушає до Міяко в супроводі Яскутокі та військ кількох провінцій. Фудзівара но Юкімітіс залишається в Камакурі, щоб підтримувати порядок на землі.[3]
- 1238 (Рякунін 1, 2-й місяць): Йоріцуне прибуває в Міяко і починає жити у своєму новому палаці в Рокухарі.[4]
- 1238 (Рякунін 1, 10-й місяць): Йоріцуне залишає Міяко, щоб повернутися до Камакури.[4]